# Itaguari
Itaguari, amtlich portugiesisch Município de Itaguari, ist eine kleine brasilianische politische Gemeinde im Bundesstaat Goiás. Sie liegt westlich der brasilianischen Hauptstadt Brasília und nördlich von Goiânia, der Hauptstadt des Bundesstaates. Die Bevölkerung wurde zum 1. Juli 2020 auf 4685 Einwohner geschätzt, die Itaguarinoer (itaguirinos) genannt werden und auf einer Gemeindefläche von rund 146,6 km² leben. Sie steht an 157. Stelle der 246 Munizipien des Bundesstaats. Die Gemeinde ist für die Herstellung von Reizwäsche bekannt.

## Geographische Lage
Itaguari grenzt an die Gemeinden:
- Im Norden an Itaguaru
- im Osten an Jaraguá
- Im Süden an Taquaral de Goiás
- Im Westen an Itaberaí

### Hydrographie
Durch die Gemeinde fließt der Rio Sucuri, der zum hydrographischen Araguaia-Tocantins-Becken gehört.

### Vegetation
Das Biom ist brasilianischer Cerrado.

## Geschichte
Itaguari unterstand bis 1987 der Gemeinde Taquaral de Goiás.